# Arzúa
Arzúa és un municipi de la província de la Corunya a Galícia. Pertany a la Comarca d'Arzúa. Limita amb els municipis de Boimorto, Melide, Santiso, Vila de Cruces, Touro, O Pino i Frades.

## Parròquies
Arzúa (Santiago), Boente (Santiago), Brandeso (San Lourenzo), Branzá (Santa Locaia), Burres (San Vicenzo), Campo (Santo Estevo), A Castañeda (Santa María), Dodro (Santa María), Dombodán (San Cristovo), Figueiroa (San Paio), Lema (San Pedro), Maroxo (Santa María), A Mella (San Pedro), Oíns (San Cosme), Pantiñobre (Santo Estevo), Rendal (Santa María), San Martiño de Calvos de Sobrecamiño (San Martiño), Santa María de Arzúa (Santa María), Tronceda (Santa María), Viladavil (Santa María), Vilantime (San Pedro) i Viñós (San Pedro)